# Турушанко Маркіян Васильович
Турушанко Маркіян Васильович (12.08.1894/31.07.1894 ст. ст., Раранче — 23.06.1919, Володіївка) — хорунжий УГА та Буковинського куреня ДА УНР.

## Біографія

### Родина та навчання
Народився в сімʼї народного учителя, згодом директора школи в с. Раранче Слободзія повіт Бояни на Буковині (тепер с. Слобода Новоселицького р-ну Чернівецької обл.) Василя Турушанка (пом. 20.11.1908 р.) та Ґлікерії, уродженої Малик. З 1905/1906 навчального року навчався у 2-й державній українсько-німецькій гімназії в Чернівцях. Навчаючись в гімназії, мешкав з матір'ю в Чернівцях за адресою: Тайхґассе, 3.

### У лавах Української Галицької Армії
З 1915 р. покликаний до війська, де служив як однорічний доброволець, в 1918 р. іменований хорунжим резерву 58-го полку піхоти. Після розвалу Австро-Угорської монархії став на службу в українську армію як хорунжий УГА. Служив як зв'язковий старшина в штабі Буковинського полку УГА в Коломиї, виконуючи доручення пропагандистського та організаційного характеру. Після реорганізації в Копичинцях наприкінці 05.1919 р. БП в Буковинський курінь ДА УНР продовжив службу в старшинській четі БК (командир четар М. Горнштайн), згодом як четар 3-ї сотні Буковинського Куреня, відзначаючись великою відвагою та відчайдушністю в боях з більшовиками. Під час протинаступу на м. Копайгород (тепер Барського р-ну Вінницької обл.) 23.06.1919 р. зміцнених угорськими підрозділами більшовицьких військ БК був змушений відступити за залізничний насип колії Жмеринка — Могилів-Подільський біля с. Володіївка в 3-х км від м. Копайгород. М. Турушанко, отримавши 6 кульових поранень, потрапив в полон до більшовиків, які його пограбували, скалічили прикладами та пристрелили. Похований з військовими почестями на цвинтарі с. Володіївка.
У літературі помилково іменується «М. Торушанко», «В. Торушанко».